# アンドゥオール
アンドゥオール（欧字名:En Dehors、1999年4月25日 - 2014年7月20日）は、日本の競走馬。主な勝ち鞍に2004年のマーチステークス、東海ステークス。

## 戦績

### 3歳（2002年）- 4歳（2003年）
デビューは遅く5月25日の3歳未勝利（中京競馬場芝2000ｍ）でデビュー。デビュー戦は10着に敗れる。その後は北海道に移動し、2戦目の3歳未勝利は11着と惨敗。3戦目、ダートの未勝利戦を勝ち上がり、初勝利を挙げる。以降、ダートを中心に使われる。次走、3歳上500万下はクビ差の2着となり、昇級2戦目の美唄特別を上り最速の脚で前を交わし、2勝目を挙げた。しかし、その後は脚部不安により長期休養となる。
復帰初戦、9か月ぶりの実戦となった檜山特別を中団から差す競馬でいきなり勝利し、連勝を飾る。続く竜飛崎特別は0.1秒差の3着。格上挑戦で挑んだ漁火ステークスは2着と好走した。次走、層雲峡特別は8着と崩れたが、1.3倍と断然人気となった北斗賞を後続に5馬身差をつける快勝で1着。4勝目を飾った。続く3歳上1000万下、香嵐渓特別と連続で2着となった。

### 5歳（2004年）
5歳になり、4歳上1000万下を4馬身差をつけて勝利し、準オープンに昇級する。中1週で挑んだ雅ステークスを道中中団から直線抜け出して1着、連勝でオープン入りを果たす。1.7倍の支持を受けた仁川ステークスは4着に敗れ、連対記録が5で止まる。重賞初挑戦となったマーチステークスは道中6，7番手から、直線で粘るプリサイスマシーンを一気に交わし、最後は1馬身1/4の差をつけて1着、重賞初制覇となった。さらに、次走の東海ステークスを中団追走から3コーナーで動くと、4コーナーでは3番手につけ直線で抜け出して、最後はタイムパラドックスを半馬身退けて重賞連覇を飾った。その後は帝王賞に進み5着に敗れる。3か月ぶりとなった日本テレビ盃、さらにJBCクラシックも5着となった。その後はジャパンカップダートに出走予定だったが、左第3中手根骨の剥離骨折により回避、戦線離脱となった。

### 6歳（2005年）- 9歳（2008年）
7か月ぶりとなった復帰初戦の大沼ステークスはトップハンデ57.5㎏で挑み3着に入る。その後は左前脚に腫れが見られ、再び休養に入った。半年ぶりとなったベテルギウスステークスはヒシアトラスに1馬身1/4差の2着と健闘した。
7歳になり、平安ステークスは4着。3歳以来となる芝のレースとなったダイヤモンドステークスは勝ち馬から7.7秒離れた13着と大敗した。さらに、右前脚の球節部の骨折が判明し、休養に入ることとになった。半年ぶりとなったKBC杯で復帰、1番人気に推されたが10着に終わる。続く阿蘇ステークスは4着に入った。その後はシリウスステークス、トパーズステークスをそれぞれ10着、11着となる。次走、師走ステークスはやや後方から直線脚を伸ばして差し切り勝ち。2年6ヶ月ぶりの勝利を挙げた。
その後はレースに出走せず、2008年の3月5日付で競走馬登録を抹消された。

### 引退後
引退後は社台ファームで乗馬となる。2008年12月に福島県南相馬市に移動した。2011年3月に東日本大震災により、岡山県のグレースライディングクラブに移動、2014年7月20日に死亡した。15歳没。

## 競走成績
以下の内容は、JBISサーチおよびnetkeiba.comに基づく。
| 競走日     | 競馬場 | 競走名        | 格       | 距離（馬場）  | 頭 数 | 枠 番 | 馬 番 | オッズ （人気） | 着順 | タイム （上り3F） | 着差 | 騎手        | 斤量 [kg] | 1着馬（2着馬）         | 馬体重 [kg] |
| ---------- | ------ | ------------- | -------- | ------------- | ----- | ----- | ----- | --------------- | ---- | ----------------- | ---- | ----------- | --------- | ---------------------- | ----------- |
| 2002.05.25 | 中京   | 3歳未勝利     |          | 芝2000m（良） | 18    | 8     | 16    | 017.50（5人）   | 10着 | R2:03.5（35.9）   | -2.0 | 0松永幹夫   | 55        | エアマーティン         | 482         |
| 0000.06.29 | 函館   | 3歳未勝利     |          | 芝1800m（良） | 16    | 8     | 16    | 012.50（4人）   | 11着 | R1:54.4（38.7）   | -1.2 | 0松永幹夫   | 55        | アドマイヤゲインド     | 480         |
| 0000.07.14 | 函館   | 3歳未勝利     |          | ダ1700m（稍） | 13    | 5     | 7     | 010.80（4人）   | 01着 | R1:45.0（37.6）   | -0.3 | 0横山典弘   | 55        | （オークションマニア） | 480         |
| 0000.08.17 | 札幌   | 3歳上500万下  |          | ダ2400m（良） | 12    | 8     | 12    | 002.00（1人）   | 02着 | R2:37.6（37.8）   | -0.0 | 0松永幹夫   | 54        | ファイアーラーイ       | 478         |
| 0000.09.14 | 札幌   | 美唄特別      | 500万下  | ダ1700m（良） | 9     | 8     | 9     | 004.60（4人）   | 01着 | R1:45.8（38.3）   | -0.2 | 0松永幹夫   | 55        | （ニシノライメイ）     | 482         |
| 2003.06.28 | 函館   | 檜山特別      | 500万下  | ダ1700m（良） | 12    | 6     | 8     | 004.90（2人）   | 01着 | R1:46.3（37.3）   | -0.2 | 0勝浦正樹   | 57        | （タガノインディー）   | 488         |
| 0000.07.13 | 函館   | 竜飛崎特別    | 1000万下 | ダ1700m（良） | 13    | 6     | 9     | 002.30（1人）   | 03着 | R1:46.8（37.1）   | -0.1 | 0勝浦正樹   | 57        | セレブ                 | 486         |
| 0000.08.02 | 函館   | 漁火S         | 1600万下 | ダ1700m（重） | 10    | 6     | 6     | 005.90（3人）   | 02着 | R1:44.1（37.0）   | -0.5 | 0勝浦正樹   | 57        | トシザボス             | 484         |
| 0000.09.06 | 札幌   | 層雲峡特別    | 1000万下 | ダ1700m（良） | 13    | 6     | 8     | 002.30（1人）   | 08着 | R1:48.3（38.1）   | -0.8 | 0松永幹夫   | 57        | タガノインディー       | 482         |
| 0000.09.28 | 札幌   | 北斗賞        | 1000万下 | ダ1700m（良） | 13    | 7     | 10    | 001.30（1人）   | 01着 | R1:45.2（37.5）   | -0.8 | 0松永幹夫   | 57        | （ダンサーズナカヤマ） | 478         |
| 0000.11.23 | 京都   | 3歳上1000万下 |          | ダ1800m（稍） | 16    | 4     | 8     | 007.40（3人）   | 02着 | R1:52.5（38.8）   | -0.4 | 0松永幹夫   | 57        | マチカネメニモミヨ     | 478         |
| 0000.12.14 | 中京   | 香嵐渓特別    | 1000万下 | ダ1700m（稍） | 16    | 6     | 11    | 002.00（1人）   | 02着 | R1:44.0（37.8）   | -0.7 | 0中館英二   | 57        | ミツアキタービン       | 478         |
| 2004.01.05 | 京都   | 4歳上1000万下 |          | ダ1800m（良） | 12    | 6     | 7     | 001.30（1人）   | 01着 | R1:53.3（38.2）   | -0.7 | 0松永幹夫   | 57        | （プロミストスパーク） | 486         |
| 0000.01.17 | 京都   | 雅S           | 1600万下 | ダ1800m（稍） | 14    | 1     | 2     | 002.10（1人）   | 01着 | R1:51.9（37.2）   | -0.2 | 0松永幹夫   | 57        | （ビッグドン）         | 488         |
| 0000.03.07 | 阪神   | 仁川S         | OP       | ダ1800m（良） | 12    | 6     | 8     | 001.70（1人）   | 04着 | R1:51.6（37.1）   | -0.3 | 0松永幹夫   | 56        | ヒシアトラス           | 488         |
| 0000.03.28 | 中山   | マーチS       | GIII     | ダ1800m（良） | 13    | 1     | 1     | 006.80（4人）   | 01着 | R1:53.0（37.0）   | -0.2 | 0松永幹夫   | 56        | （プリサイスマシーン） | 472         |
| 0000.05.23 | 中京   | 東海S         | GII      | ダ2300m（良） | 16    | 3     | 5     | 003.70（2人）   | 01着 | R2:23.7（37.3）   | -0.1 | 0松永幹夫   | 57        | （タイムパラドックス） | 470         |
| 0000.06.30 | 大井   | 帝王賞        | GI       | ダ2000m（稍） | 10    | 4     | 4     | 00 - 00（2人）  | 05着 | R2:04.9（36.9）   | -0.9 | 0松永幹夫   | 57        | アドマイヤドン         | 465         |
| 0000.09.23 | 船橋   | 日本テレビ盃  | GII      | ダ1800m（不） | 10    | 8     | 9     | 00 - 00（2人）  | 05着 | R1:51.1（37.0）   | -1.4 | 0松永幹夫   | 57        | ナイキアディライト     | 461         |
| 0000.11.03 | 大井   | JBCクラシック | GI       | ダ2000m（稍） | 13    | 6     | 9     | 00 - 00（7人）  | 05着 | R2:03.5（37.3）   | -1.1 | 0松永幹夫   | 57        | アドマイヤドン         | 466         |
| 2005.06.25 | 函館   | 大沼S         | OP       | ダ1700m（良） | 11    | 4     | 4     | 005.70（4人）   | 03着 | R1:44.5（36.6）   | -0.5 | 0松永幹夫   | 57.5      | カフェオリンポス       | 476         |
| 0000.12.24 | 阪神   | ベテルギウスS | OP       | ダ1800m（良） | 15    | 1     | 1     | 008.50（6人）   | 02着 | R1:52.6（36.5）   | -0.2 | 0松永幹夫   | 57.5      | ヒシアトラス           | 492         |
| 2006.01.22 | 京都   | 平安S         | GIII     | ダ1800m（良） | 16    | 5     | 9     | 007.40（4人）   | 04着 | R1:50.5（35.1）   | -0.3 | 0松永幹夫   | 58        | タガノゲルニカ         | 488         |
| 0000.02.12 | 東京   | ダイヤモンドS | GIII     | 芝3400m（良） | 15    | 8     | 14    | 035.7（11人）   | 13着 | R3:38.0（42.1）   | -7.7 | 0松永幹夫   | 57        | マッキーマックス       | 478         |
| 0000.08.06 | 小倉   | KBC杯         | OP       | ダ1700m（良） | 14    | 1     | 1     | 004.40（1人）   | 10着 | R1:46.4（39.0）   | -2.3 | 0上村洋行   | 57        | ミリオンベル           | 470         |
| 0000.08.27 | 小倉   | 阿蘇S         | OP       | ダ1700m（不） | 15    | 8     | 15    | 024.20（8人）   | 04着 | R1:42.8（37.0）   | -1.0 | 0川田将雅   | 57.5      | サンライズキング       | 472         |
| 0000.09.30 | 中京   | シリウスS     | GIII     | ダ1700m（良） | 15    | 4     | 7     | 010.80（4人）   | 10着 | R1:44.3（37.6）   | -1.2 | 0上村洋行   | 57.5      | メイショウバトラー     | 476         |
| 0000.11.18 | 京都   | トパーズS     | OP       | ダ1800m（良） | 15    | 4     | 6     | 014.20（7人）   | 11着 | R1:51.5（36.3）   | -0.6 | 0C.ルメール | 57        | カフェオリンポス       | 488         |
| 0000.12.09 | 中山   | 師走S         | OP       | ダ1800m（良） | 13    | 6     | 8     | 015.70（5人）   | 01着 | R1:53.6（39.1）   | -0.3 | 0後藤浩輝   | 57        | （トップオブワールド） | 484         |

## 血統表
| アンドゥオールの血統                            | アンドゥオールの血統                                                               | アンドゥオールの血統                                                               | （血統表の出典）                                                                   | （血統表の出典） |
| 父系                                            | ロベルト系                                                                         | ロベルト系                                                                         | ロベルト系                                                                         |                  |
| 父 *ブライアンズタイム Brian's Time 1985 黒鹿毛 | 父の父Roberto 1969 鹿毛                                                            | Hail to Reason                                                                     | Turn-to                                                                            | Turn-to          |
| 父 *ブライアンズタイム Brian's Time 1985 黒鹿毛 | 父の父Roberto 1969 鹿毛                                                            | Hail to Reason                                                                     | Nothirdchance                                                                      |                  |
| 父 *ブライアンズタイム Brian's Time 1985 黒鹿毛 | 父の父Roberto 1969 鹿毛                                                            | Bramalea                                                                           | Nashua                                                                             | Nashua           |
| 父 *ブライアンズタイム Brian's Time 1985 黒鹿毛 | 父の父Roberto 1969 鹿毛                                                            | Bramalea                                                                           | Rarelea                                                                            |                  |
| 父 *ブライアンズタイム Brian's Time 1985 黒鹿毛 | 父の母Kelley's Day 1977 鹿毛                                                       | Graustark                                                                          | Ribot                                                                              | Ribot            |
| 父 *ブライアンズタイム Brian's Time 1985 黒鹿毛 | 父の母Kelley's Day 1977 鹿毛                                                       | Graustark                                                                          | Flower Bowl                                                                        |                  |
| 父 *ブライアンズタイム Brian's Time 1985 黒鹿毛 | 父の母Kelley's Day 1977 鹿毛                                                       | Golden Trail                                                                       | Hasty Road                                                                         | Hasty Road       |
| 父 *ブライアンズタイム Brian's Time 1985 黒鹿毛 | 父の母Kelley's Day 1977 鹿毛                                                       | Golden Trail                                                                       | Sunny Vale                                                                         |                  |
| 母 スターバレリーナ 1990 鹿毛                   | 母の父Risen Star 1985 黒鹿毛                                                       | Secretariat                                                                        | Bold Ruler                                                                         | Bold Ruler       |
| 母 スターバレリーナ 1990 鹿毛                   | 母の父Risen Star 1985 黒鹿毛                                                       | Secretariat                                                                        | Somethingroyal                                                                     |                  |
| 母 スターバレリーナ 1990 鹿毛                   | 母の父Risen Star 1985 黒鹿毛                                                       | Ribbon                                                                             | His Majesty                                                                        | His Majesty      |
| 母 スターバレリーナ 1990 鹿毛                   | 母の父Risen Star 1985 黒鹿毛                                                       | Ribbon                                                                             | Break Through                                                                      |                  |
| 母 スターバレリーナ 1990 鹿毛                   | 母の母*ベリアーニ Berliani 1985 鹿毛                                               | Nereyev                                                                            | Northern Dancer                                                                    | Northern Dancer  |
| 母 スターバレリーナ 1990 鹿毛                   | 母の母*ベリアーニ Berliani 1985 鹿毛                                               | Nereyev                                                                            | Special                                                                            |                  |
| 母 スターバレリーナ 1990 鹿毛                   | 母の母*ベリアーニ Berliani 1985 鹿毛                                               | Eleven Pleasures                                                                   | What a Pleasure                                                                    | What a Pleasure  |
| 母 スターバレリーナ 1990 鹿毛                   | 母の母*ベリアーニ Berliani 1985 鹿毛                                               | Eleven Pleasures                                                                   | Eleven Keys                                                                        |                  |
| 母系(F-No.)                                     | ベリアーニ(USA)系(FN:8-k)                                                          | ベリアーニ(USA)系(FN:8-k)                                                          | ベリアーニ(USA)系(FN:8-k)                                                          | [ § 2 ]          |
| 5代内の近親交配                                 | Graustark、His Majesty 3×4 Hail to Reason 3×5 Bold Ruler 4×5（母内） Nasrullah 5×5 | Graustark、His Majesty 3×4 Hail to Reason 3×5 Bold Ruler 4×5（母内） Nasrullah 5×5 | Graustark、His Majesty 3×4 Hail to Reason 3×5 Bold Ruler 4×5（母内） Nasrullah 5×5 | [ § 3 ]          |
| 出典                                            | 1. 2. 3.                                                                           | 1. 2. 3.                                                                           | 1. 2. 3.                                                                           | 1. 2. 3.         |

- 母スターバレリーナは1993年ローズステークス勝ち馬。
- 半姉のグランパドドゥ（父フジキセキ）は2001年中日新聞杯勝ち馬。また、グランパドドゥの仔にアイビスサマーダッシュ、キーンランドカップ、函館スプリントステークス勝ち馬のパドトロワがいる。
- 半妹のステレオタイプ（父サンデーサイレンス）の仔に朝日杯フューチュリティステークス、皐月賞、安田記念、スプリングステークス勝ち馬のロゴタイプがいる。
- いとこに函館スプリントステークスを制したアグネスラズベリがいる。